# 龍波しゅういち
龍波 しゅういち（たつなみ しゅういち、1976年8月30日 - ）は、日本の俳優、声優、ナレーター、作詞家、アジア初、日本初のプロマインクラフターである。
青森県弘前市出身。以前はRME、カレイドスコープなどに所属していた。青森県立弘前高等学校卒業。

## 経歴
- 1995年青森県立弘前高等学校卒業後、専門学校入学のため北海道札幌市へ移住。
- 2010年4月1日に上京。
- 2010年に行われた舞台『はちぞうの不思議な旅』にて山本琴乃や上村典子、勝部祐子らと共演[2]。
- 2011年4月にRMEに声優として所属する。
- 2013年2月に一度フリーとなる。
- 2013年11月に、カレイドスコープに声優として所属する。
- 東海中学校・高等学校にて開催されている「サタデープログラム」の第18回、19回に講師として講演を行った[3]。
- 2012年8月のアニメ『人類は衰退しました』にてアニメ声優デビュー。
- 2018年、日本初のマイクラ公認プロマインクラフターとしてジャパンクラフターズユニオン（Japan Crafters Union）[4]を設立。

## プロマインクラフターとしての活動
- 33歳（2009年頃）の時、義兄を通じてMinecraftと出会い、ゲーム内での建築を始める[5]。
- 2018年に公式サイトで初めて"ワールド"を出品して以来、プロ（「タツナミシュウイチ」名義）として作品を販売している[5]。
- 現在、日本初のマイクラ公認プロマインクラフター、ジャパンクラフターズユニオン（Japan Crafters Union）の代表として活動している[6]。

## 俳優・声優としての活動

### 人物
- 声質は低音域で、中年から老人までを演じることが多い。

### エピソード
- 座右の銘は「持って生まれたものを深くさぐって強く引き出す人」。
- ゲーム『カタストロフの夢』では声優だけではなく演出なども手がけている[7]。
- イベントロゴやCDロゴなどの『毛筆題字』も手がけている[8]。

#### アークス広報隊について
2015年5月24日、オンラインゲームファンタシースターオンライン2の企画PSO2アークス広報隊！の一般応募枠の最終オーディションに通過、ニコニコ生放送での視聴者アンケートを利用した視聴者投票と会一太郎の投票により、PSO2アークス広報隊！の座を勝ち取る。しかし、龍波しゅういちが運営するコミュニティ「かぞくら！」の生放送ユーザーコメントログの応答と、オーディションの最中にもかかわらず運営サイドである会一太郎と龍波しゅういちの妻であるむっこがtwitterでやり取りをしていたことから、PSO2ユーザーより「オーディション参加を事前に告知した」「会一太郎氏を含めた組織票の獲得」等の不正行為が行われていたのではないかという指摘がされた。PSO2公式サイトおよび公式ブログからは「経緯については龍波氏のブログで説明される」としたうえで不正は無かったと回答されたが、龍波からの説明は行われないまま、5月27日に龍波しゅういち公式ブログにて辞退を発表した。経緯についての説明は2025年8月現在までされていない。

### 出演作品
※太字は、主役・メインキャラクター

#### テレビアニメ
2012年
- 人類は衰退しました（調査隊）

2014年
- 牙狼〈GARO〉 -炎の刻印-（兵士）

2015年
- 牙狼 -紅蓮ノ月-（貴族1、庶民男）

#### Webアニメ
2014年
- がくモン!〜オオカミ少女はくじけない〜（キース・フライガー、シュシュの父親）

#### ゲーム
- カタストロフの夢（アルス・ノヴァII世[16]）

2011年
- 三国群英伝ONLINE2（武将役）

2012年
- 探偵オペラ ミルキィホームズ 2（ヨコハマ市警 本部長）

2015年
- メイQノ地下ニ死ス（ガガーリン[17]）

#### 吹き替え
2011年
- 名探偵ポワロ メソポタミア殺人事件（巡査部長）※デアゴスティーニ版
- 名探偵ポワロ 厩舎街の殺人（ジェイムスン警部補）※デアゴスティーニ版

2012年
- マージン・コール（ジョン・トゥルド・ジェレミー・アイアンズ）
- 惑星戦記ナイデニオン（ハリー・ギボンズ、フリーマン司令官）
- 名探偵ポワロ なぞの盗難事件（キャリントー卿）※デアゴスティーニ版
- 名探偵ポワロ 消えた廃坑（ジェイムスン警部補）※デアゴスティーニ版
- ザ・クリミナル 合衆国の陰謀（ホール判事）
- 南の島のリゾート式恋愛セラピー（マルセル・ジャン・レノ）
- キリング・フィールズ 失踪地帯（ルール）
- 素敵な人生の終り方（アンディ・ディック、デイヴ・アテル）
- エターナル 奇蹟の出会い（トリョフガローヴィッチ議員）
- 名探偵ポワロ コーンウォールの毒殺事件（ペンゲリー医師）※デアゴスティーニ版
- 名探偵ポワロ ハロウィーン・パーティー（コットレル牧師）※デアゴスティーニ版
- 名探偵ポワロ 三幕の殺人（ストレンジ医師）※デアゴスティーニ版
- コネクション マフィアたちの法廷（ファインスタイン判事）
- バーク アンド ヘア（マクタビッシュ、ワーズワース、ウィンザー）

2013年
- タイムマシン2013（ウィチタ大佐）
- マンテラ トランスフォーマーズ（カナザワ卿）
- U.M.A.ハンター（カール）
- オフィサー・ダウン（ヴェロナ警部）
- イヤー・オブ・ザ・スネーク 第四の帝国（オネーギン）

2014年
- アドベンチャーズ 謎の古代兵器と3つの神話（スタンプウォーター）
- ザ・タワー 超高層ビル大火災（チャン局長）
- ローン・レンジャー HDマスター版（グラント大統領）
- フィスト・オブ・レジェンド（アン・ヨンチョル）
- ヘルベンダーズ（アンガス神父）
- ホワイトタイガー〜ナチス極秘戦車・宿命の砲火〜（スミルノフ）
- BONES-骨は語る- season9 (男性リポーター、執行官、ノートン)
- プロジェクト・ランウェイ10（ネイサン・ポール）
- ダラス・バイヤーズクラブ（裁判長）
- ハマー・オブ・ゴッド（アイヴァー）
- 祝宴!シェフ（チン審査員）
- ガガーリン 世界を変えた108分（大佐）

2015年
- ドンキ・ホーテ（サンソン・カラスコ）
- コールド・バレット 凍てついた七月（ベン）
- ワールドエンド！フィニーとノアの箱舟（ライオン）
- 提督の艦隊（チャールズ2世）

#### 舞台
- こどもたちの国際映画祭 キンダー・フィルム・フェスティバル (東京) 2012
  - 小さなバイキングビッケ（ファクセ）
  - きかんしゃトーマス（トップハム・ハット卿）

#### CM
- 「スクールオブゴッド」内アニメCM「UL・OS」（オジサン）
- 大塚製薬 SOYJOY（野武子）

#### 朗読劇
- はちぞうの不思議な旅（コンドルのジャック、他）

#### ボイスオーバー
- 分断された音楽の架け橋

#### ナレーション
- 伊豆急100系復活の軌跡 〜分解・組立から運転までのドキュメント〜[18]
- ニコニコ市場ポイントプレゼント紹介動画[19]
- Falco The Little Bird's Journey
- 高橋名人伝説 -魂の16連射-

#### 音声ドラマ
2011年
- 私立鉄猫学園（龍波しゅういち像）
- Falco The Little Bird's Journey（イトカワ）

2012年
- ナイトメア仮面の戦士（林明子の父）

#### ラジオ
- HiBiKi Radio Station居酒屋 天下無双!
- C-S-T's Nomusic talking Radio
- あどり部!!

#### ライブ
- JOYSOUND×UGA presents MUSIC PLACE vol.2
- みらくる青空ナイトvol.3「鳴らない、携帯」

#### 雑誌
- DANMAKU 夢助（其ノ六）

### 提供した毛筆題字
- アカカゲ本舗.jp「東方写真集 拾壱」題字[20]
- 大9州東方祭 記念Tシャツ題字[21]
- 東方同人誌イベント「西行祭」[22]
- Team.ねこかん[猫]「第二回鉄猫学園学園祭 旋風祭」[23]
- 九龍海鮮飯店「独り遊戯」PV題字[24]
- 第7回博麗神社例大祭 公式コンピレーションCD 流麗祭彩2 題字[25]

## 音楽プロデューサー・作詞家としての活動
- 地上波アニメーションの主題歌・キャラクターソングのプロデュースやコーディネートをいくつか手がけている。（ブックレットに記載。トークライブ等でも語っている）[26]。
- 2011年、テレビアニメ『夢喰いメリー』のキャラクターソングにて作詞家デビュー。その後も地上波アニメーションの作詞を手がけている[27]。

### プロデュース・コーディネートした楽曲
- トイ・ウォーズ第二期オープニングテーマ「Fire bullet」 プロデュース・作詞

| 発売日        | タイトル 販売元                                      | 収録曲                                       | 規格品番 |
| ------------- | ---------------------------------------------------- | -------------------------------------------- | -------- |
| 2012年12月1日 | Fire bullet ガンホー・オンライン・エンターテイメント | 1. 「Fire bullet」（三澤響子 CV:三澤紗千香） | -        |

- まりあ†ほりっくキャラクターソングCD「華血乱裸 －HANAJI RANRA－」 コーディネート

| 発売日        | タイトル 販売元                                | 収録曲 | 規格品番  |
| ------------- | ---------------------------------------------- | --- | --------- |
| 2012年8月29日 | 華血乱裸 －HANAJI RANRA－ メディアファクトリー | 1. 「華血乱裸 －HANAJI RANRA－」 (祇堂鞠也 CV.小林ゆう) 2. 「どうにもとまらない（まりあ†ほりっく あらいぶ エンディングテーマ）」 (祇堂鞠也 CV.小林ゆう) 3. 「華血乱裸 －HANAJI RANRA－」 (off vocal) 4. 「どうにもとまらない」(off vocal) | ZMCZ-8040 |

- MF文庫J10周年記念コンピレーションアルバム「うたJ」 プロデュース

| 発売日        | タイトル 販売元            | 収録曲 | 規格品番  |
| ------------- | -------------------------- | --- | --------- |
| 2012年7月29日 | うたJ メディアファクトリー | 1. 「つきツキ!」イメージソング「my wish!」(YUMIKO) 2. 「しゅらばら!」イメージソング「戦場ガールズトーク」(天弓院真愛 CV:悠木碧) 3. 「魔弾の王と戦姫」イメージソング「Guilty - Arrow」(天乙准花) 4. 「この部室は帰宅しない部が占拠しました。」イメージソング「やさしい遠吠え」(桜江ゆすら CV:下田麻美) 5. 「星刻の竜騎士」イメージソング「Astral Flow」(霜月はるか) 6. 「my wish!」(off vocal) 7. 「戦場ガールズトーク」(off vocal) 8. 「Guilty - Arrow」(off vocal) 9. 「やさしい遠吠え」(off vocal) 10. 「Astral Flow」(off vocal) | ZMCZ-8043 |

- 夢喰いメリーのキャラクターソング ミュージックコーディネート

| 発売日         | タイトル 販売元                                                       | 収録曲 | 規格品番   |
| -------------- | --------------------------------------------------------------------- | --- | ---------- |
| 2011年1月26日  | ユメとキボーとアシタのアタシ ポニーキャニオン                         | 1. ユメとキボーとアシタのアタシ 2. 夢の帰り道 3. ユメとキボーとアシタのアタシ（Instrumental） 4. 夢の帰り道（Instrumental）                                           | PCCG-70099 |
| 2011年2月25日  | 夢喰いメリー キャラクターソング 藤原夢路 ポニーキャニオン             | 1. 終わらない夜を 2. 何色インユアドリーム 3. 終わらない夜を （Instrumental） 4. 何色インユアドリーム （Instrumental）                                                 | PCCG-70101 |
| 2011年2月25日  | 夢喰いメリー キャラクターソング 橘勇魚 ポニーキャニオン               | 1. 遠くにいても 2. パステルマキアート 3. 遠くにいても（Instrumental） 4. パステルマキアート （Instrumental）                                                          | PCCG-70100 |
| 2011年3月16日  | 夢喰いメリー キャラクターソング エンギ・スリーピース ポニーキャニオン | 1. 月下の仇刃花 2. 夢で逢いましょう 3. 月下の仇刃花（Instrumental） 4. 夢で逢いましょう （Instrumental）                                                              | PCCG-70102 |
| 2011年3月16日  | 夢喰いメリー キャラクターソング 光凪由衣 ポニーキャニオン             | 1. ツナガル輪 2. ケミカル・マジカル・クッキング 3. ツナガル輪（Instrumental） 4. ケミカル・マジカル・クッキング （Instrumental）                                      | PCCG-70103 |
| 2010年12月29日 | 幻界と現界と初夢と 〜Character Songs & Remixes〜 ポニーキャニオン     | 1. 初夢チョコドーナツ 2. 朝日の扉 3. 初夢チョコドーナツ（OTAKU-ELITE Hatsuyume Breaks） 4. 朝日の扉（エレクトロハウスミックス） 5. FBグリッチョ賛歌（アメコミックス） | DMCS-00019 |

- ゆるゆりのディスコグラフィ ミュージックコーディネート

| 発売日        | タイトル 販売元                                  | 収録曲 | 規格品番   |
| ------------- | ------------------------------------------------ | --- | ---------- |
| 2011年8月17日 | 私、主役の赤座あかりです ポニーキャニオン        | 1. 私、主役の赤座あかりです 2. 背景 3. 私、主役の赤座あかりです［からおけ］ 4. 背景［からおけ］                                                   | PCCG-70121 |
| 2011年10月5日 | 恋の罰金バッキンガム！ ポニーキャニオン          | 1. 恋の罰金バッキンガム！ 2. 片想い授業中 3. 恋の罰金バッキンガム！［からおけ］ 4. 片想い授業中［からおけ］                                       | PCCG-70127 |
| 2011年10月5日 | あなたのシアワセ うちのシアワセ ポニーキャニオン | 1. あなたのシアワセ うちのシアワセ 2. うちを芯まで漬け込んで 3. あなたのシアワセ うちのシアワセ［からおけ］ 4. うちを芯まで漬け込んで［からおけ］ | PCCG-70128 |

### 作詞した提供楽曲
- トイ・ウォーズ第二期オープニングテーマ

1. Fire bullet

- ゆるゆり
  - ゆるゆりのうたシリーズ♪08

1. あなたのシアワセ うちのシアワセ
2. うちを芯まで漬け込んで

- 夢喰いメリーのキャラクターソング
  - 夢喰いメリー キャラクターソング エンギ・スリーピース

1. 月下の仇刃花